# Vajgarský most
Vajgarský most je silniční most v Jindřichově Hradci, přemosťující průtok mezi velkým a malým Vajgarem. První zmínky o něm pocházejí z roku 1399. Od roku 1958 patří mezi kulturní památky.

## Popis
Most se nachází v Jindřichově Hradci a přemosťuje průtok mezi malým a velkým Vajgarem. Vede přes něj silnice. Na severním konci mostu je umístěn kamenný kříž s Kristem a sochou Panny Marie od sochaře a řezbáře Matouše Strachovského z doby kolem roku 1760. Na jižním konci mostu se nachází pískovcová socha sv. Jana Nepomuckého z poloviny 18. století. Most je masivní kamenná omítnutá jednooblouková kolmá stavba se zídkami. Je orientován na severojih.

## Historie
První zmínky o vajgarském mostě pocházejí z roku 1399. Současná podoba mostu pochází z roku 1830, kdy byl most přestavěn. V roce 1897 došlo k významným opravám mostu.